# Майкові
42°46′ пн. ш. 17°55′ сх. д. / 42.76° пн. ш. 17.92° сх. д.
Майкові (хорв. Majkovi) — населений пункт у Хорватії, у Дубровницько-Неретванській жупанії у складі громади Дубровачко Примор'є.

## Населення
Населення за даними перепису 2011 року становило 194 осіб.
Динаміка чисельності населення поселення: